# Dendrobatinae
Dendrobatinae — основное подсемейство бесхвостых земноводных семейства древолазов (Dendrobatidae).

## Список родов
- Adelphobates Grant, Frost, Caldwell, Gagliardo, Haddad, Kok, Means, Noonan, Schargel and Wheeler, 2006
- Древолазы (род) (Dendrobates Wagler, 1830)typus
- Excidobates Twomey and Brown, 2008
- Minyobates Myers 1987
- Oophaga Bauer, 1994
- Листолазы (Phyllobates Duméril and Bibron, 1841)
- Ranitomeya Bauer, 1986

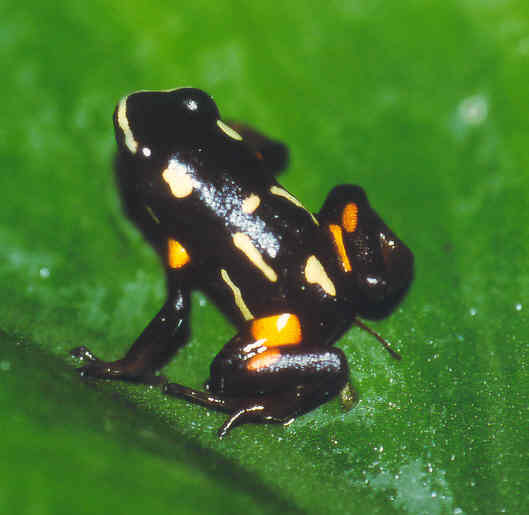
Adelphobates castaneoticus
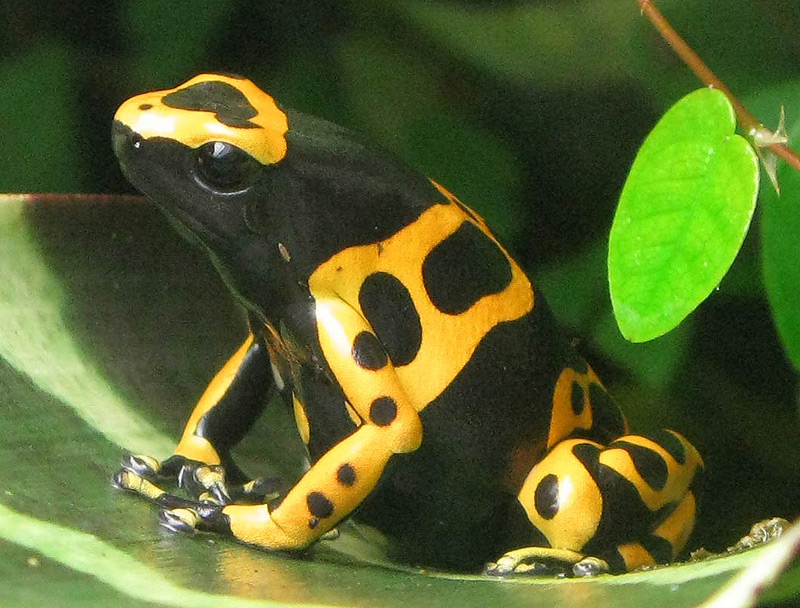
Священный древолаз (Dendrobates leucomelas)
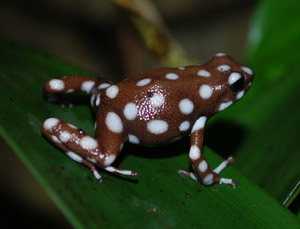
Excidobates mysteriosus
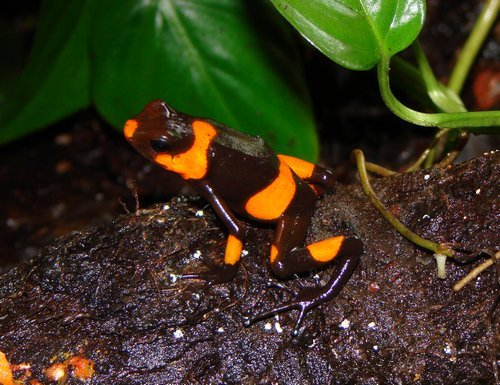
Oophaga lehmanni
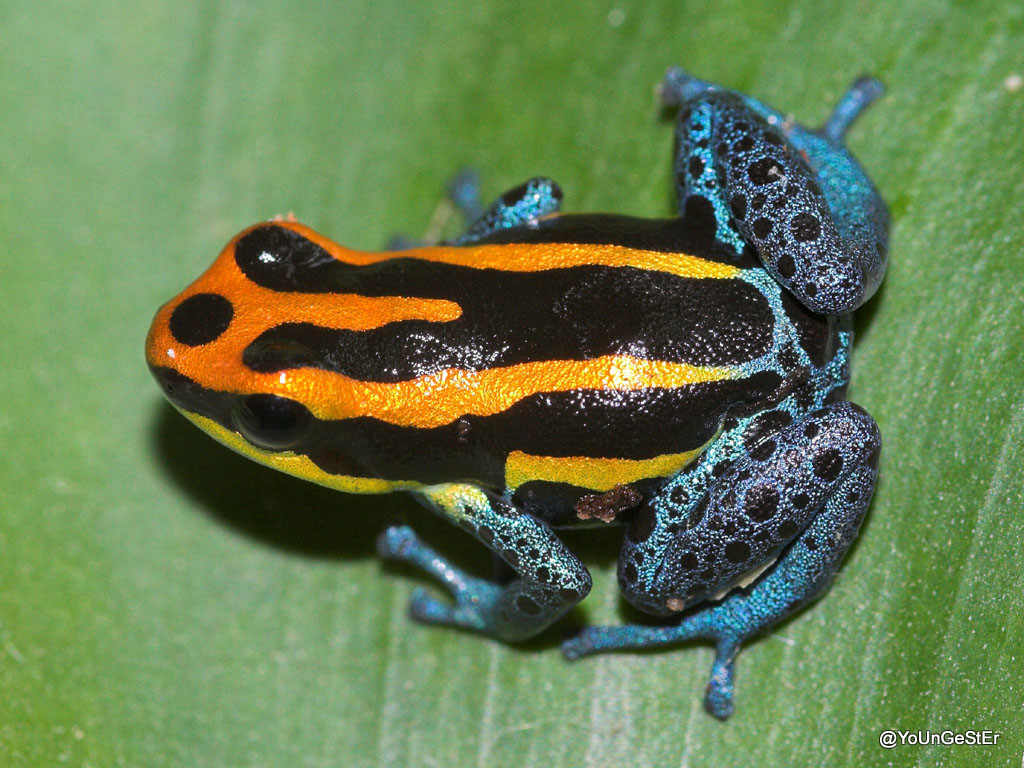
Ranitomeya amazonica